# Konstruktywizm (filozofia)
Konstruktywizm – metastanowisko – nazywane inaczej przez Nicolai Hartmanna „metafizyką od góry” lub „transcendentalnymi domkami z kart” – traktujące filozofię jako swobodny twór, który w oparciu o pewne, a priori lub intuicyjnie przyjęte tezy, dedukcyjnie (w szerokim rozumieniu tego słowa) wyprowadza z nich konsekwencje, dbając głównie o koherencję zdań. Celem działalności konstruktywisty jest swoista pojęciowa konstrukcja, często przybierająca postać systemu filozoficznego, gdzie poszczególne tezy wyprowadzane są jako nieuchronne konsekwencje niewielkiej liczby najogólniejszych zasad (aksjomatów), do których dopasować należy badany przez ich pryzmat świat. 
Za tak rozumiane konstruktywizmy uznać można np. systemy Hegla czy Leibniza.

## Literatura
- Bolesław Jerzy Gawecki, Przygotowanie do filozofii, PAX, Warszawa 1964
- Nicolai Hartmann, Myśl filozoficzna i jej historia, Toruń 1994
- Włodzimierz Zięba, Byt i recens, Biblioteka WSSG, Tyczyn (bez daty wydania)